# قائمة الأدوية التي تستخدم لعلاج البلهارسيا
مبيد البلهارسيات هو دواء يستخدم لمكافحة البلهارسيا
داء البلهارسيا، هو مرض تسببه طفيليات من مجموعة المثقبات (Trematodes). وهي تشبه الملاريا من حيث الاثر الاجتماعي - الاقتصادي والصحي. وهو مرض متوطن (Endemic disease) في 74 دولة ويسود التقدير بان عدد الحاملين لهذا الطفيل يصل إلى قرابة 200 مليون شخص. من بينهم حوالي 20 مليون اصيبوا بالمرض بشكله الحاد و120 مليون اخرين يشعرون بالاعراض. غالبية المرضى يعيشون في افريقيا والقليل منهم في جنوب امريكيا والشرق الاقصى.

## آلية عمل الدواء
تعتمد طريقه عمل هذا الدواء علي زيادة نفاذية غشاء الخلية لأيونات الكالسيوم وبالتالي تؤدي الي زياده الانقباضات ويحدث شلل تام لجسم الدودة وتنتهي في النهاية بحدوث بلعمة لجسم الدودة.

## الأدوية المستخدمة في العلاج
الأمثلة الواردة في عناوين المواضيع الطبية ما يلي:
- amoscanate
- أرتيمول
- أرتيميثر
- كلوروكزيلينول
- هيكانثون
- وكانثون
- meclonazepam
- نيريدازول
- oltipraz
- أوكسامنيكوين
- ميتريفونات

مثال آخر هو برازيكوانتيل. جرعة البرازيكوانتيل هي 40 مجم / كم من الجسم تؤخد كجرعة واحده بعد الاكل أو في جرعتين أو ثلاثه بحيث لا يفصل بين كل جرعه والاخري ما يزيد عن 6 ساعات

## قراءات إضافية
- Abdul-Ghani، R؛ Loutfy، N؛ Sahn، A؛ Hassan، A (أبريل 2009). "Current chemotherapy arsenal for schistosomiasis mansoni: alternatives and challenges". Parasitol Res. ج. 104 ع. 5: 955–65. DOI:10.1007/s00436-009-1371-7.